# Reichstagswahlkreis Herzogtum Braunschweig 1

Die Wahlkreisaufteilung des Deutschen Reichs.

Der Reichstagswahlkreis Herzogtum Braunschweig 1 (in der reichsweiten Durchnummerierung auch Reichstagswahlkreis 361; auch Reichstagswahlkreis Braunschweig-Blankenburg genannt) war der erste Reichstagswahlkreis für das Herzogtum Braunschweig für die Reichstagswahlen im Deutschen Reich und im Norddeutschen Bund von 1867 bis 1918.

## Wahlkreiszuschnitt
Der Wahlkreis umfasste den Kreis Braunschweig und den Kreis Blankenburg.
| Jahr | Einwohner |
| ---- | --------- |
| 1890 | 170.988   |
| 1895 | 188.666   |
| 1900 | 205.908   |
| 1905 | 218.304   |
| 1910 | 227.101   |

|      | Landwirtschaft | Industrie und Gewerbe | Handel und Dienstleistungen |
| ---- | -------------- | --------------------- | --------------------------- |
| 1895 | 24,6           | 47,6                  | 27,8                        |
| 1907 | 20,3           | 48,3                  | 31,5                        |

|      | Evangelisch | Katholisch |
| ---- | ----------- | ---------- |
| 1890 | 94,2        | 4,7        |
| 1905 | 93,6        | 5,5        |
| 1910 | 93,6        | 5,4        |

## Abgeordnete
| Wahl                                        | Abgeordneter                | Partei             | Bild |
| ------------------------------------------- | --------------------------- | ------------------ | ---- |
| Reichstagswahl Februar 1867 bis August 1867 | Wilhelm Bode                | NLP                | 0    |
| Reichstagswahl August 1867 bis 1871         | Johann Wilhelm Österreich   | NLP                | 0    |
| Reichstagswahl 1871 bis 1874                | Wilhelm Bode                | NLP                | 0    |
| Reichstagswahl 1874 bis 1877                | Friedrich Wilhelm Schöttler | NLP                | 0    |
| Reichstagswahl 1877 bis 1881                | Wilhelm Bode                | NLP                | 0    |
| Reichstagswahl 1881 bis 1884                | Karl Schrader               | LV                 | 0    |
| Reichstagswahl 1884 bis 1887                | Wilhelm Blos                | SAP                |      |
| Reichstagswahl 1887 bis 1890                | Hugo Retemeyer              | unbestimmt liberal | 0    |
| Reichstagswahl 1890 bis 1907                | Wilhelm Blos                | SAP                |      |
| Reichstagswahl 1907 bis 1912                | Conrad Langerfeldt          | WVg                | 0    |
| Reichstagswahl 1912 bis 1918                | Wilhelm Blos                | SPD                |      |

## Wahlen

### 1867 (Februar)
Es fand nur ein Wahlgang statt. Die Zahl der gültigen Stimmen betrug 7243.
| Kandidat     | Partei | Stimmen | in % | Anmerkungen |
| ------------ | ------ | ------- | ---- | ----------- |
| Wilhelm Bode | NLP    | 6231    | 0    | 0           |

### 1867 (August)
Es fand nur ein Wahlgang statt. Die Zahl der gültigen Stimmen betrug 8480.
| Kandidat                  | Partei | Stimmen | in % | Anmerkungen |
| ------------------------- | ------ | ------- | ---- | ----------- |
| Johann Wilhelm Österreich | NLP    | 5713    | 0    | 0           |

### 1871
Es fand ein Wahlgang statt. 21.639 Männer waren wahlberechtigt. Die Zahl der abgegebenen Stimmen betrug 10.245, 94 Stimmen waren ungültig. Die Wahlbeteiligung betrug 47,8 %.
| Kandidat      | Partei   | Stimmen | in % | Anmerkungen |
| ------------- | -------- | ------- | ---- | ----------- |
| Wilhelm Bode  | NLP      | 8202    | 0    | 0           |
| W. Bracke jun | S (Eis)  | 2022    | 0    | Kaufmann    |
| 0             | Sonstige | 21      | 0    | 0           |

### 1874
Es fand ein Wahlgang statt. 27.412 Männer waren wahlberechtigt. Die Zahl der abgegebenen Stimmen betrug 18.836, 134 Stimmen waren ungültig. Die Wahlbeteiligung betrug 69,2 %.
| Kandidat          | Partei   | Stimmen | in % | Anmerkungen |
| ----------------- | -------- | ------- | ---- | ----------- |
| Wilhelm Schöttler | NLP      | 11.076  | 0    | 0           |
| W. Bracke jun     | S (Eis)  | 7747    | 0    | Kaufmann    |
| 0                 | Sonstige | 13      | 0    | 0           |

### 1877
Es fand ein Wahlgang statt. 28.541 Männer waren wahlberechtigt. Die Zahl der abgegebenen Stimmen betrug 19.985, 133 Stimmen waren ungültig. Die Wahlbeteiligung betrug 70,5 %.
| Kandidat      | Partei   | Stimmen | in % | Anmerkungen |
| ------------- | -------- | ------- | ---- | ----------- |
| Wilhelm Bode  | NLP      | 10.140  | 0    | 0           |
| W. Bracke jun | S        | 9212    | 0    | Kaufmann    |
| von Veltheim  | Kons     | 626     | 0    | Kaufmann    |
| 0             | Sonstige | 7       | 0    | 0           |

### 1878
Es fand ein Wahlgang statt. 29.029 Männer waren wahlberechtigt. Die Zahl der abgegebenen Stimmen betrug 21.308, 98 Stimmen waren ungültig. Die Wahlbeteiligung betrug 73,7 %.
| Kandidat      | Partei   | Stimmen | in % | Anmerkungen |
| ------------- | -------- | ------- | ---- | ----------- |
| Wilhelm Bode  | NLP      | 12.808  | 0    | 0           |
| W. Bracke jun | S        | 7879    | 0    | Kaufmann    |
| Trieps        | Kons     | 620     | 0    | Kaufmann    |
| 0             | Sonstige | 10      | 0    | 0           |

### 1881
Es fanden zwei Wahlgänge statt. 31.117 Männer waren wahlberechtigt. Die Zahl der abgegebenen Stimmen betrug im ersten Wahlgang 18.722, 60 Stimmen waren ungültig. Die Wahlbeteiligung betrug 60,4 %.
| Kandidat          | Partei   | Stimmen | in % | Anmerkungen       |
| ----------------- | -------- | ------- | ---- | ----------------- |
| Wilhelm Schöttler | NLP      | 7125    | 0    | 0                 |
| Schrader          | LibV     | 5882    | 0    | Eisenbahndirektor |
| Blos              | S        | 5703    | 0    | Schriftsteller    |
| 0                 | Sonstige | 12      | 0    | 0                 |

In der Stichwahl betrug die Zahl der abgegebenen Stimmen 19.953. Die Wahlbeteiligung betrug 461 %.
| Kandidat          | Partei | Stimmen | in % | Anmerkungen       |
| ----------------- | ------ | ------- | ---- | ----------------- |
| Wilhelm Schöttler | NLP    | 12.051  | 0    | 0                 |
| Schrader          | LibV   | 7902    | 0    | Eisenbahndirektor |

### 1884
Es fanden zwei Wahlgänge statt. 32.775 Männer waren wahlberechtigt. Die Zahl der abgegebenen Stimmen betrug im ersten Wahlgang 18.258, 129 Stimmen waren ungültig. Die Wahlbeteiligung betrug 56,1 %.
| Kandidat     | Partei | Stimmen | in % | Anmerkungen |
| ------------ | ------ | ------- | ---- | ----------- |
|              | Kons   | 35      |      | 0           |
|              | NL     | 6213    |      | 0           |
|              | F      | 5239    |      | 0           |
| Wilhelm Blos | SPD    | 6764    |      | 0           |
| Sonstige     | 0      | 7       |      | 0           |

Die DFP unterstützte in der Stichwahl den Sozialdemokraten.
In der Stichwahl betrug die Zahl der abgegebenen Stimmen 20.988, 189 Stimmen waren ungültig. Die Wahlbeteiligung betrug 64,5 %.
| Kandidat     | Partei | Stimmen | in % | Anmerkungen |
| ------------ | ------ | ------- | ---- | ----------- |
|              | NL     | 9994    |      | 0           |
| Wilhelm Blos | SPD    | 10.994  |      | 0           |

### 1887
NLP und DFP einigten sich auf einen gesamtliberalen Kandidaten
Es fand ein Wahlgang statt. 33.515 Männer waren wahlberechtigt. Die Zahl der abgegebenen Stimmen betrug 26.193, 98 Stimmen waren ungültig. Die Wahlbeteiligung betrug 78,4 %.
| Kandidat       | Partei | Stimmen | in % | Anmerkungen |
| -------------- | ------ | ------- | ---- | ----------- |
| Hugo Retemeyer | Lib    | 14.837  |      | 0           |
|                | W      | 668     |      | 0           |
| Wilhelm Blos   | SPD    | 10.659  |      | 0           |
| Sonstige       | 0      | 11      |      | 0           |

### 1890
Die Verhandlungen von NLP und DVP um einen gesamtliberalen Kandidaten waren nicht erfolgreich. Der Kandidat der NLP wurde von der Handwerkerpartei und den Konservativen unterstützt.
Es fanden zwei Wahlgänge statt. Die Zahl der Wahlberechtigten betrug 36.508. Die Zahl der abgegebenen gültigen Stimmen betrug im ersten Wahlgang 28.072, 63 Stimmen waren ungültig. Die Wahlbeteiligung belief sich auf 76,9 %.
| Kandidat     | Partei   | Stimmen | in %   | Anmerkungen                    |
| ------------ | -------- | ------- | ------ | ------------------------------ |
|              | DFP      | 6297    | 22,5 % | 0                              |
| Eduard Orth  | NLP      | 8083    | 28,9 % | Kreisdirektor aus Braunschweig |
| Wilhelm Blos | SPD      | 13.621  | 48,6 % | 0                              |
| 0            | Sonstige | 8       | 0,0 %  | 0                              |

In der Stichwahl unterstützte die DVP den sozialdemokratischen Kandidaten. Im Gegenzug unterstützte die SPD den freisinnigen Kandidaten im Wahlkreis 362.
Die Zahl der abgegebenen gültigen Stimmen betrug in der Stichwahl 29.323, 236 Stimmen waren ungültig. Die Wahlbeteiligung belief sich auf 80,3 %.
| Kandidat     | Partei | Stimmen | in %   | Anmerkungen |
| ------------ | ------ | ------- | ------ | ----------- |
| Eduard Orth  | NLP    | 13.422  | 46,1 % | 0           |
| Wilhelm Blos | SPD    | 15.665  | 53,9 % | 0           |

### 1893
Die Verhandlungen von NLP und DVP um einen gesamtliberalen Kandidaten waren diesmal erfolgreich. Man einigte sich auf Blasius, der zuvor erklärt hatte, für die Militärvorlage stimmen zu wollen. Konservative, BdL und DSP einigten sich auf einen konservativen Kandidaten.
Es fand ein Wahlgang statt. Die Zahl der Wahlberechtigten betrug 39.875. Die Zahl der abgegebenen gültigen Stimmen betrug 29.821, 127 Stimmen waren ungültig. Die Wahlbeteiligung belief sich auf 74,8 %.
| Kandidat        | Partei   | Stimmen | in %   | Anmerkungen               |
| --------------- | -------- | ------- | ------ | ------------------------- |
| Wilhelm Blasius | FVg      | 9759    | 32,8 % | 0                         |
| Wilhelm Schmidt | Kons     | 4445    | 15,0 % | Kaufmann aus Braunschweig |
| Wilhelm Blos    | SPD      | 15.470  | 52,1 % | 0                         |
| 0               | Sonstige | 20      | 0,1 %  | 0                         |

### 1898
Vor der Wahl bemühten sich die bürgerlichen Parteien um einen gemeinsamen Kandidaten gegen die SPD. Viereck erhielt auch die Unterstützung von Konservativen, DSP, NLP, BdL, der Vaterländischen Partei und des moderaten Flügels der Welfen. Die Freisinnigen traten dem Bündnis aber nicht bei, worauf es auseinanderbrach. Die DVP stellte keinen Kandidaten und gab die Wahl für die Anhänger frei.
Es fanden zwei Wahlgänge statt. Die Zahl der Wahlberechtigten betrug 436.742. Die Zahl der abgegebenen gültigen Stimmen betrug im ersten Wahlgang 30.197, 69 Stimmen waren ungültig. Die Wahlbeteiligung belief sich auf 69,0 %.
| Kandidat      | Partei   | Stimmen | in %   | Anmerkungen                        |
| ------------- | -------- | ------- | ------ | ---------------------------------- |
| L. Schumann   | DSR      | 1887    | 6,3 %  | Schuhmacher-Obermeister aus Berlin |
| Viereck       | NLP      | 7438    | 24,7 % | Dr. Professor aus Braunschweig     |
| Wilhelm Blos  | SPD      | 14.657  | 48,7 % | 0                                  |
| Kurd von Damm | W        | 5767    | 19,1 % | 0                                  |
| Karl Trimborn | Zentrum  | 366     | 1,2 %  | 0                                  |
| 0             | Sonstige | 13      | 0,0 %  | 0                                  |

In der Stichwahl unterstützte die DVP, die DSP und die Welfen den liberalen Kandidaten.
Die Zahl der abgegebenen gültigen Stimmen betrug in der Stichwahl 32.636, 170 Stimmen waren ungültig. Die Wahlbeteiligung belief sich auf 74,6 %.
| Kandidat     | Partei | Stimmen | in %   | Anmerkungen |
| ------------ | ------ | ------- | ------ | ----------- |
| Viereck      | NLP    | 15.485  | 47,7 % | 0           |
| Wilhelm Blos | SPD    | 16.981  | 52,3 % | 0           |

### 1903
Um die Dominanz der SPD zu brechen, wurde erneut versucht, eine Zusammenarbeit aller bürgerlichen Parteien zu vereinbaren. Diesem Bündnis schlossen sich – mit Ausnahme der FVg – alle Parteien an. Allerdings schied die DSP drei Monate vor der Wahl aus, da der gemeinsame Kandidaten Langerfeldt sich geweigert hatte, zu erklären, er werde sich keiner liberalen Fraktion anschließen. Nachdem Langerfeldt im Landtag gegen die Aufhebung des Jesuitenparagraphen gestimmt hatte, schied auch das Zentrum aus.
Es fand ein Wahlgang statt. Die Zahl der Wahlberechtigten betrug 47.012. Die Zahl der abgegebenen gültigen Stimmen betrug 36.446, 122 Stimmen waren ungültig. Die Wahlbeteiligung belief sich auf 77,5 %.
| Kandidat           | Partei   | Stimmen | in %   | Anmerkungen |
| ------------------ | -------- | ------- | ------ | ----------- |
| Fischer            | A        | 1834    | 5,0 %  | 0           |
| Conrad Langerfeldt | NLP      | 14.931  | 41,1 % | 0           |
| Wilhelm Blos       | SPD      | 18.945  | 52,2 % | 0           |
| Trimborn           | Zentrum  | 569     | 1,6 %  | 0           |
| 0                  | Sonstige | 45      | 0,1 %  | 0           |

### 1907
Langerfeldt erhielt erneut eine breite Unterstützung, die alle bürgerlichen Parteien außer dem Zentrum umfasste.
Es fand ein Wahlgang statt. Die Zahl der Wahlberechtigten betrug 47.999. Die Zahl der abgegebenen gültigen Stimmen betrug 43.016, 178 Stimmen waren ungültig. Die Wahlbeteiligung belief sich auf 89,6 %.
| Kandidat           | Partei   | Stimmen | in %   | Anmerkungen |
| ------------------ | -------- | ------- | ------ | ----------- |
| Wilhelm Blos       | SPD      | 19.841  | 46,3 % | 0           |
| Conrad Langerfeldt | WVg      | 22.471  | 52,5 % | 0           |
| Matthias Erzberger | Zentrum  | 508     | 1,2 %  | 0           |
| 0                  | Sonstige | 18      | 0,0 %  | 0           |

### 1912
Nachdem die FoVP und die beiden welfischen Parteien erklärt hatten, ihn nicht zu unterstützen, zog Langerfeldt seine Bereitschaft zur Kandidatur zurück. Der Kandidat der braunschweigischen Landesrechtspartei, der Notar Dedekind, erhielt die Unterstützung beider welfischen Parteien und des Zentrums.
Es fand ein Wahlgang statt. Die Zahl der Wahlberechtigten betrug 51.377. Die Zahl der abgegebenen gültigen Stimmen betrug 46.830, 199 Stimmen waren ungültig. Die Wahlbeteiligung belief sich auf 91,1 %.
| Kandidat         | Partei   | Stimmen | in %   | Anmerkungen                       |
| ---------------- | -------- | ------- | ------ | --------------------------------- |
| Bracke           | FoVP     | 4923    | 10,6 % | Dr. Rechtsanwalt aus Braunschweig |
| Rhode            | NLP      | 10.714  | 23,0 % | Dr., Rechtsanwalt aus Berlin      |
| Wilhelm Blos     | SPD      | 25.939  | 55,6 % | 0                                 |
| Hermann Dedekind | W        | 5015    | 10,7 % | Rechtsanwalt                      |
| 0                | Sonstige | 40      | 0,1 %  | 0                                 |